# تاج‌ماهی آرام شمالی
تاج‌ماهی آرام شمالی (نام علمی: Lophotus capellei) که تک‌شاخ‌ماهی هم نامیده شده یک گونه از تیره تاج‌ماهی است.